# Gamma-valerolakton
A γ-valerolakton színtelen, átlátszó folyadék (fp. 207–208 °C). Az egyik legközönségesebb lakton, a δ-valerolakton izomerje.
Gyógynövényillata miatt az illatszeriparban és parfümök készítéséhez használják.
Az egyik ígéretes „zöld” (környezetkímélő) üzemanyag.

## Előállítás
Levulinsav hidrogénezésével. Pl.:

## Fordítás
- Ez a szócikk részben vagy egészben  a   Gamma-Valerolactone című angol Wikipédia-szócikk fordításán alapul.  Az eredeti cikk szerkesztőit annak laptörténete sorolja fel. Ez a jelzés csupán a megfogalmazás eredetét és a szerzői jogokat jelzi, nem szolgál a cikkben szereplő információk forrásmegjelöléseként.